# Teatro Grande
El Teatro Grande de Brescia fue construido sobre un antiguo teatro hecho alrededor de 1664. Este, a su vez, había sido edificado sobre un edificio concedido en 1643 por la República de Venecia a la Accademia degli Erranti, la que construyó allí su sede sobre proyecto de los arquitectos Avanzo. Inicialmente, la construcción estaba delimitada por los muros de la ciudadela. La Academia de los Errantes reunía la nobleza de la ciudad en diversas actividades, como la práctica ecuestre, la esgrima, la matemática, la moral o el baile. El palacio disponía de una gran sala superior, a la que se accedía por una majestuosa escalera y por un pórtico en la planta baja. Había un claustro interior que luego fue adaptado como teatro mediante dos intervenciones, en los año 1664 y  1710.

## Reformas
El teatro de 1664 fue reformado entre 1735 y 1739 por el arquitecto Carlo Manfredi, con la colaboración de Antonio Righini y Antonio Cugini, dos destacados escenógrafos y arquitectos teatrales de la escuela de Ferdinando Bibbiena y su hijo Antonio Galli Bibbiena. En 1745 se añadieron dos aberturas menores en el portal del siglo XVII, que conducían a una escalinata y al vestíbulo. Entre 1760 y 1769 se añadió un foyer, que sería utilizado como sala académica por los Errantes, en estilo rococó, sobre proyecto de Antonio Marchetti y que fue decorado al fresco por Francesco Battaglioli, Francesco Giugno y Pietro Scalvini. La bóveda está enriquecida por una pintura al fresco del veneciano Francesco Zugno, con figuras alegóricas de las Artes y las Ciencias. De este vestíbulo se accede a la sede de la «Regencia» de la Academia, hoy cafetería, decorada al fresco en 1787 por Francesco Tellaroli, así como a una salita decorada también al fresco en 1811 por Giuseppe Teos , con motivos alusivos a los juegos de azar, que se practicaban en ella.
En año 1780 se añadió un nuevo portal, realizado por los arquitectos Antonio Vigliano y Gaspare Turbini. En 1789, el mismo Turbini rediseñó la fachada, pero conservó tres ventanales originales del siglo XVII que dan al corso Zanardelli.
En 1806 el arquitecto Luigi Canonica, el principal proyectista teatral de la época, reconstruyó la sala en forma de herradura, con cinco órdenes de palcos, los dos superiores fueron transformados en 1904 en galería.
La vieja sala de 1735, fue derribada en el año 1809 y sustituida por la nueva, que se inauguró en 1810 con un gran espectáculo operístico compuesto para la ocasión por Johann Simon Mayr. La decoración, obra de Giuseppe Teosa, incluía una alegoría de las victorias de Napoleón, obra del pintor Domenico Vantini, mientras que el palco real estaba adornado con una alegoría de la Noche (aún existente).
En 1862 el escenógrafo parmesano Gerolamo Magnani diseñó una nueva decoración de la sala, con fastuosos adornos neobarrocos, y en esta ocasión la bóveda fue pintada por Luigi Campins. Se volvió a diseñar la «Sala de las Estatuas», a la mitad de la escalinata que parte del vestíbulo, y que posteriormente sería enriquecida con los bustos del comediógrafo brescia Girolamo Rovetta y de Giuseppe Verdi.
En 1894 se reformó el foyer por Antonio Tagliaferri, quien recuperó el «estilo antiguo», tal y como se estilaba en la época: añadió grandes espejos, putti de escayola obra de Francesco Gusneri y esculturas policromadas obra de Bortolo Schermini.
El vestíbulo fue decorado por el pintor brescia Gaetano cresseri en 1914, con dos grandes frescos monocromos dedicados a la Tragedia y la Comedia.

## Sociedad del Teatro Grande

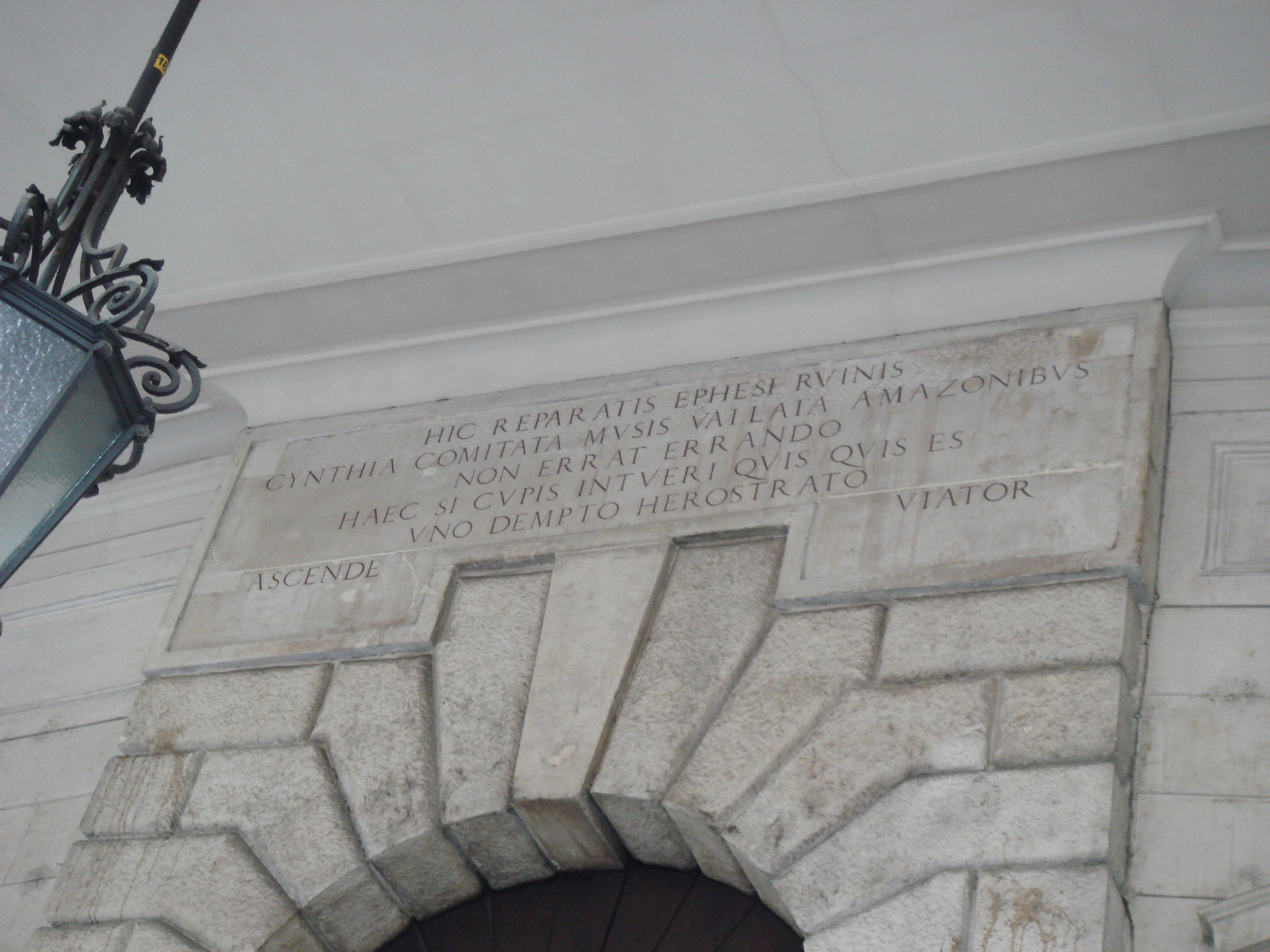
Portal por Stefano Bolognini.

La Sociedad del Teatro Grande se fundó en 1911 y es, de hecho, el órgano de administración y representante del Teatro.
Actualmente están inscritos como una empresa simple, se compone de los propietarios de las cajas, y está representado legalmente por la Diputación, un órgano integrado por cinco miembros: dos elegidos por la asociación, dos nombrados por la ciudad de Brescia y uno por la administración provincial.